# Drymobius
Drymobius är ett släkte av ormar. Drymobius ingår i familjen snokar.
Släktets arter är med en längd över 1,5 meter stora och smala. De förekommer från södra Texas över Centralamerika till Sydamerika och kan anpassa sig till olika habitat. Individerna är aktiva på dagen och jagar främst groddjur. Honor lägger ägg.
Arter enligt Catalogue of Life och The Reptile Database:
- Drymobius chloroticus
- Drymobius margaritiferus
- Drymobius melanotropis
- Drymobius rhombifer